# Etykieta (GUI)
Etykieta (ang. label) – widżet, zwykle składający się z prostokąta zawierającego tekst.
Biblioteki potrafią często korzystać z etykiety na swój własny, osobliwy sposób. Przykładowo w bibliotece GTK etykieta jest widżetem, który jako jedyny wyraża napis znakowy jako element graficzny, jest on zatem częścią również innych widżetów, czy nawet czasem może rywalizować o tę rolę z widżetem bitmapy lub ikony (lub współistnieć).
Inne biblioteki z kolei pozwalają, by etykieta miała własne obramowanie o różnych ukształtowaniach. Jest też stosowana niekiedy jako widżet pojemnikowy, czyli jako widżet mający być jedynie "podstawką pod inne widżety".
Etykieta jest zawsze związana z obiektem czcionki, który decyduje o sposobie wyświetlania tekstu na tym widżecie.